# Астрономія в Німеччині
Астрономію в Німеччині викладають і досліджують в десятках університетів і наукових установ. 

## Історія
Від часів Середньовіччя німецькі університети відігравали значну роль у європейських наукових дослідженнях, хоча до об'єднання Німеччини 1871 року німецька астрономія не являла собою цільного явища і чітких границь. Наприклад, астроном німецького походження Йоганн Кеплер зробив свої найвизначніші відкриття у Празі (сучасна Чехія), а Вільям Гершель - у Великій Британії. Іммануїл Кант, автор небулярної гіпотези походження Сонячної системи, жив і працював у прусському Кенігсберзі, який тепер є російським містом Калінінградом.
У 1603 році баварський астроном Йоганн Баєр видав свій знаменитий зоряний атлас «Уранометрія» і, зокрема, ввів в ньому позначення зір грецькими літерами, знані тепер як позначення Баєра. На початку 1800-х років бременець Генріх Ольберс і брауншвейжець Карл Гаусс відіграли важливу роль у відкритті перших астероїдів. У 1814 баварець Йозеф Фраунгофер описав фраунгоферові лінії у спектрі Сонця. У 1846 році Йоганн Галле в Берлінській обсерваторії відкрив планету Нептун. А в 1859 році Роберт Бунзен і Густав Кірхгоф у Гайдельберзькому університеті відкрили спектральний аналіз.
У першій третині XX століття німецькі науковці зробили визначний внесок у створення теорії відносності і квантової механіки, спричинивши революційні зміни у фізиці і, як наслідок, астрономії. У 1915 році на засіданні Прусської академії наук Альберт Ейнштейн вперше представив рівняння загальної теорії відносності. Наступного року на їх основі Ейнштейн створив першу космологічну модель, а Карл Шварцшильд знайшов метрику Шварцшильда, яку тепер є використовують для опису чорних дір. У 1938 році Карл Фрідріх фон Вайцзеккер створив теорію зоряного нуклеосинтезу (приблизно одночасно з Гансом Бете, який на той час вже емігрував з нацистської Німеччини до США). У 1920-і роки Герман Оберт почав теоретично досліджувати ідею космічних ракет, а в 1940-і роки його учень Вернер Фон Браун на службі у Третього Рейху створив передову на той час ракету Фау-2.
Загалом правління нацистів 1933-1945 років дуже сильно зашкодило розвитку німецької науки. Намагання створити власну "німецьку фізику", відкидаючи ідеї квантової механіки та теорії відносності (створені, значною мірою, саме німецькими науковцями), переслідування науковців єврейського походження, політичні репресії й війна змусили багатьох провідних астрономів, астрофізиків і інженерів покинути країну. Наприклад, до США емігрували Альберт Ейнштейн, Ганс Бете, Вальтер Бааде, Вернер Фон Браун. Повоєнна економічна криза і відбудова надовго сповільнили наукові дослідження. Наприклад, у 1946 році Міжнародний астрономічний союз відібрав у німецьких науковців і передав до СРСР обов'язок укладати Загальний каталог змінних зір.
Рудольф Кіппенхан та Людвіг Бірман у 1950-і - 1960-і роки розробили методи чисельного моделювання внутрішньої будови зір. Райнгард Ґенцель від 1990-х років керував дослідженнями в Інституті астрофізики Макса Планка з руху зір навколо чорної діри Стрілець A*, за що в 2020 році здобув Нобелівську премію з фізики "за відкриття надмасивного компактного об'єкту в центрі нашої Галактики". Наукові групи керівництвом Фолькера Шпрінгеля провели моделювання «Міленіум» (2005) та ряд інших симуляцій великомасштабної структури Всесвіту та еволюції галактик.

## Наукові дослідження
Станом на 2003 рік, наукові дослідження в галузі астрономії проводили 22 німецькі університети та 13 неуніверситетських організацій - інститути Товариства Макса Планка, Товариства Лейбніца та підпорядковані федеральним землям наукові інститути. Гранти, які розподіляють Німецьке науково-дослідницьке співтовариство (DFG) і Федеральне міністерство освіти та наукових досліджень (BMBF) є важливим джерелом фінансування досліджень, особливо для університетських наукових установ. Німеччина робить значні фінансові внески в Європейське космічне агентство і Європейську південну обсерваторію та бере активну участь в їхній роботі.
Станом на 2003 рік, астрономією в Німеччині займались близько 100 професорів, 400 дослідників на постійних позиціях, 200 дослідників на тимчасових позиціях, 400 аспірантів і 200 студентів.
Астроклімат Німеччині несприятливий для сучасних астрономічних спостережень, тому більшість німецьких астрономів використовують для професійних спостережень закордонні обсерваторії, наприклад, Європейську південну обсерваторію. Найбільшим оптичним телескопом Німеччини є 2-метровий телескоп в Обсерваторії Карла Шварцшильда. Багато наукових і освітніх установ мають власні телескопи, але переважно використовують їх для навчальних цілей і популяризації астрономії. Гайдельберзький Інститут астрономії Макса Планка володіє Обсерваторія Калар-Альто в Іспанії з найбільшими телескопами діаметром 3,5 м і 2,2 м. Декілька німецьких сонячних телескопів розташовані на Тенеріфе.
100-метровий Еффельсберзький радіотелескоп є другим за розміром повністю рухомим радіотелескопом у світі. Його використовує Інститут радіоастрономії імені Макса Планка. Іншими важливими радіоастрономічними приладами Німеччини є антена FGAN (34 м), радіотелескоп Штокерт (25 м), радіотелескоп Ветцель (20 м).
Заснований у 1821 астрономічний науковий журнал Astronomische Nachrichten є одним з найдавніших неперервно друкованих астрономічних видань. Від 1969 до 2000 двічі на рік у Гайдельберзі виходив журнал Astronomy and Astrophysics Abstracts, який в доінтернетну епоху виконував важливу роботу з індексації наукових статей всіх інших журналів.

## Освіта
Станом приблизно на 2003 рік астрономію викладали понад 20 німецьких університетів.
У більшості німецьких шкіл астрономія не є обов'язковим предметом, хоча астрономічні теми входять у програму молодших шкіл. Деталі шкільних програм сильно відрізняються для різних федеральних земель. Наприклад, станом на 2003 рік астрономія була обов'язковим предметом у 10 класі в школах Тюрингії і предметом за вибором у школах Північного Рейну-Вестфалії. У східній Німеччині часів НДР астрономія була обов'язковим предметом для всіх 10-класників.

## Популяризація астрономії

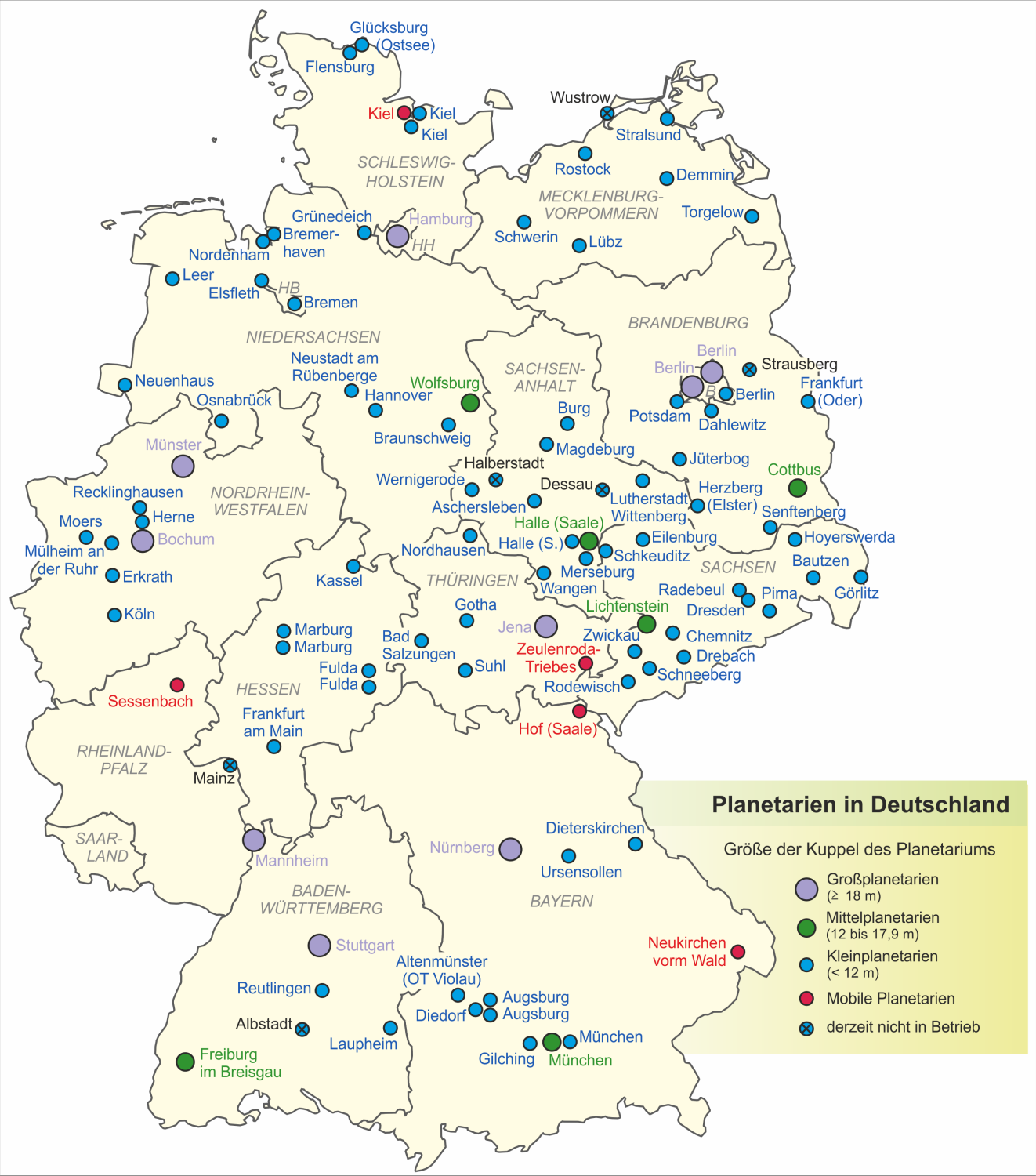
Планетарії Німеччини за розміром

У Німеччині працюють близько 100 планетаріїв. Найбільші з них мають до 300 місць і до кількох сотень тисяч відвідувачів на рік.
Німецький музей у Мюнхені і Бонні має експозиції, присвячені природничим наукам, в тому числі, астрономії.
Інститути Товариства Макса Планка, Німецький аерокосмічний центр та університети займаються популяризацією астрономії для громадськості, хоча наукові установи й вкладають в цю діяльність не дуже багато зусиль.
Популярними німецькими астрономічними телепередачами були Альфа Центавра (1998–2007) Спитай Леша (2010–2017). Популярним німецькомовним астрономічним журналом для широкої громадськості є Sterne und Weltraum.
У Німеччині порядку 50 000 астрономів-любителів мають телескопи, порядку 2000 з них займаються популяризацією астрономії.